# إليسا ويبا
إليسا ويبا مواليد 25 مايو 1969 في لواندا، هي لاعبة كرة يد أنغولية معتزلة لعبت كمحور. مثلت منتخب أنغولا لكرة اليد للسيدات. شاركت في دورة الألعاب الأولمبية الصيفية سنة 1996.

## سجل المنافسة
شاركت في البطولات التالية:
- الألعاب الأولمبية الصيفية 1996
- الألعاب الأولمبية الصيفية 2004
- الألعاب الأولمبية الصيفية 2000

## روابط خارجية
- إليسا ويبا على موقع اللجنة الأولمبية الدولية (الإنجليزية)
- إليسا ويبا على موقع أوليمبيديا (الإنجليزية)